# Warm Springs (Oregon)
Warm Springs (más néven Warm Springs Agency) az Amerikai Egyesült Államok északnyugati részén, Oregon állam Jefferson megyéjében, a Warm Springs-i indián rezervátum területén elhelyezkedő statisztikai település. A 2020. évi népszámlálási adatok alapján 2435 lakosa van.

## Éghajlat
A település éghajlata mediterrán (a Köppen-skála szerint Csb).

## Fordítás
- Ez a szócikk részben vagy egészben  a   Warm Springs, Oregon című angol Wikipédia-szócikk ezen változatának fordításán alapul.  Az eredeti cikk szerkesztőit annak laptörténete sorolja fel. Ez a jelzés csupán a megfogalmazás eredetét és a szerzői jogokat jelzi, nem szolgál a cikkben szereplő információk forrásmegjelöléseként.